# 乌特里亚兹
乌特里亚兹（法語：Outriaz），是法国安省的一个市镇，位于该省中东部。该市镇的面积为5.91平方公里，2015年时的人口数量为265。

## 人口
乌特里亚兹人口变化图示
| 数据来源：INSEE |